# France Drobnič
France Drobnič slovenski rimskokatoliški duhovnik, jezuit in misijonar, * 19. junij 1902, Videm, Dobrepolje, † 22. oktober 1963, Kolkata, Indija. 

## Življenje in delo
Bil je deseti otrok med dvanajstimi, ki so se rodili na domačiji Pri Mohorjevih zakoncema Janezu Drobniču in Frančiški rojeni Tomšič. Štirje so umrli v rani mladosti, od osmih preživelih sta dve hčeri postali redovnici notredamki, sin France pa jezuitski brat in misijonar. Po končani dobrepoljski šoli je France najprej doma pomagal pri vseh kmečkih opravilih.  Prvo službo je nastopil kot stežnik v bolnišnici usmiljenih bratov v Kandiji pri Novem mestu. Potem je bil sprejet v dvoletno Zadružno gospodarsko šolo v Ljubljani. Leta 1921 je v Zagrebu vstopil v Družbo Jezusovo in tam opravil tudi dvoletni noviciat. Potem so ga poslali v  semenišče v Travniku v Bosni.  
Ko so slovenski in hrvaški jezuiti začeli z misijonom v Bengaliji, se je brat France že leta 1927 ponudil, da oddide v Bengalijo. Vendar ni dobil potnega lista, ker ni odslužil obvezne vojaške službe. Ko je bilo to leta 1929 urejeno je 22. novembra 1929, skupaj s še tremi  jezuitskimi misijonarji, bogoslovcem Stankom Poderžajem, ter bratom Janezom Udovčem odšel v Indijo. Odšli so v Kurseong na pobočjih Himalaje, kjer so imeli jezuiti šolo za bodoče misijonarje. V Kurseong so prispeli 17. decembra.  Brat France je bil poslan v novoustanovljeno župnijo v naselju Bošonti, ki je obsegala 35 vasi. Kot misijonar je opravljal različne naloge, predvsem pa je bil gradbenik. 

## Srečanje zMaterjo Terezijo
Leta 1950 je zapisal: »Neka Albanka, sestra Terezija, ki je bila loretinka, je s pomočjo svojega spovednika dobila dovoljenje, da ustanovi Misijonarke ljubezni. Sestro Terezijo poznam že od leta 1929, ko sem jo našel v noviciatu v Dardžilingu. Večkrat sem jo obiskal, kot vse jugoslovanske sestre. Zadnji dve leti, ko se je borila za to stvar, sem ji dajal korajže naj gre naprej s to zamislijo, čeprav ni bilo prav potrebno , saj je sama zadosti korajžna. Dobil sem povabilo, da pridem na slovesnost ustanovitve; kar sem tudi storil.« S  to novo redovno družino je bil povezan do konca življenja. 
Pri gradbenem delu leta 1963 je zbolel. Moral je v bolnico v Kalkuti. Pred samo operacijo 22. oktobra 1963 je nenadoma umrl. 